# Аябэ, Такэаки
Такеаки Аябэ (яп. 綾部勇成; род. 5 сентября 1980 в Фудзисаве, Япония) — бывший японский профессиональный шоссейный велогонщик.

## Достижения
2007
9-й Тур Гонконга
2009
8-й Тур Хоккайдо
8-й Тур Восточной Явы
2010
4-й Тур Хоккайдо
8-й Тур Тайваня
2011
1-й Этап 4 Тур Лангкави
7-й Тур Сингкарака